# STS Sanok
Marma Ciarko STS Sanok (celým názvem: Marma Ciarko Sanockie Towarzystwo Sportowe Sanok) je profesionální polský hokejový tým. Byl založen v roce 1958.

## Historické názvy
- 1958 – RKS Sanoczanka Sanok (Robotniczy Klub Sportowy Sanoczanka Sanok)
- 1960 – ZKS Stal Sanok (Zakładowy Klub Sportowy Stal Sanok)
- 1991 – STS Sanok (Sanockie Towarzystwo Sportowe Sanok)
- 1994 – STS „Autosan” Sanok (Sanockie Towarzystwo Sportowe „Autosan” Sanok)
- 1999 – SKH Sanok (Sanockiego Klubu Hokejowego Sanok)
- 2001 – KH Sanok (Klub Hokejowy Sanok)
- 2008 – „Ciarko” KH Sanok („Ciarko” Klub Hokejowy Sanok)
- 2011 – „Ciarko PBS Bank” KH Sanok („Ciarko Podkarpacki Bank Spółdzielczy” Klub Hokejowy Sanok)
- 2015 – STS Sanok (Sanockie Towarzystwo Sportowe Sanok)
- 2015 – „Ciarko PBS Bank” STS Sanok („Ciarko Podkarpacki Bank Spółdzielczy” Sanockie Towarzystwo Sportowe Sanok)
- 2017 – „Ciarko” KH 58 Sanok („Ciarko” Klub Hokejowy 58 Sanok)
- 2020 – STS Sanok sp. z o.o. z siedzibą w Sanoku
- 2020 – „Ciarko” STS Sanok („Ciarko” Sanockie Towarzystwo Sportowe Sanok)
- 2022 – „Marma Ciarko” STS Sanok („Marma Ciarko” Sanockie Towarzystwo Sportowe Sanok)

## Úspěchy
Mistr Polska – 2012, 2014